# Lalpur (Kapilvastu)
Lalpur (nepalski: लालपुर) – gaun wikas samiti w zachodniej części Nepalu w strefie Lumbini w dystrykcie Kapilvastu. Według nepalskiego spisu powszechnego z 2001 roku liczył on 505 gospodarstw domowych i 3340 mieszkańców (1614 kobiet i 1726 mężczyzn).